# Tony Grealish
Tony Grealish (Paddington, Londres, Reino Unido, 21 de septiembre de 1956 - Devon, Reino Unido,  23 de abril de 2013) fue un futbolista inglés de ascendencia irlandesa que jugó como centrocampista.
Representó a Irlanda durante 45 partidos internacionales. Era tío del artista musical Example.

## Carrera futbolística
El padre de Grealish nació en Galway, Oranmore, su madre nació en el oeste de Londres. Sus padres vinieron de limerick e hizo su debut internacional el 24 de marzo de 1976 en la victoria por 3-0 frente a Noruega y su última aparición se produjo el 13 de noviembre de 1985 en un partido de clasificación para el Mundial 86 en el que derrotaron a Dinamarca por 4 a 1.
Después de haber jugado tanto al fútbol como al Fútbol gaélico cuando era un adolescente, hizo su debut en la liga en el Leyton Orient Football Club en 1974 y terminó su carrera deportiva como jugador del Bromsgrove Rovers F.C. en 1993.
También jugó en equipos como el Luton Town Football Club, Brighton & Hove Albion Football Club, West Bromwich Albion Football Club, Manchester City Football Club y el Rotherham United Football Club.
Fue el capitán del Brighton & Hove Albion Football Club durante la final de la FA Cup de la temporada 82-83 contra el Manchester United en el estadio de Wembley
Desde que colgó las botas, Grealish ha incursionado en la gestión a nivel de la no-liga con Bromsgrove Rovers y Atherstone Unidas.
Falleció el 23 de abril de 2013.